# Частотное распределение

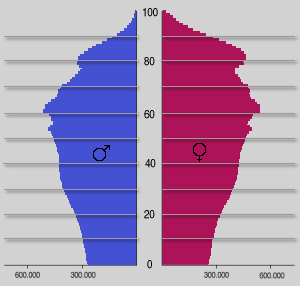
Пример распределения частот (абсолютное): прогноз возрастного распределения в Германии в 2050 году.

Частотное распределение — метод статистического описания данных (измеренных значений, характерных значений). Математически распределение частот является функцией, которая в первую очередь определяет для каждого показателя идеальное значение, так как эта величина обычно уже измерена. Такое распределение можно представить в виде таблицы или графика, моделируя функциональные уравнения. В описательной статистике частота распределения имеет ряд математических функций, которые используются для выравнивания и анализа частотного распределения (например, нормальное распределение Гаусса).

## Метод
Объём данных (измеренные значения, данные обследования) является первым оригинальным неупорядоченным списком. Во-первых, его необходимо отсортировать. От первоначального списка, в этом случае, может возникнуть небольшое отклонение квантилей (статистический разброс), вероятного отклонения и стандартного отклонения (эмпирическое правило: стандартное отклонение = расстояние / 6).
Затем мы приписываем каждой величине значение и суммируем их. Как правило, мы получаем абсолютную частоту. Опираясь на данные абсолютной частоты вычисляем общее количество значений выборки и вычисляем относительные частоты. Теперь у нас есть упорядоченное множество пар значений (характерные значения и связанных с ними относительные частоты), так называемый рейтинг.
Добавим относительные частоты, начиная с наименьшего значения признака и назначим каждой функции значение суммы (в том числе его собственного вклада), так чтобы получилось распределение. Это указывает для каждого значения признака, насколько велика его доля, меньших или равных соответствующего характеристического значения. Процент начинается с 0 и приближается к 1 или 100. Графически это изображается слабой монотонно возрастающей кривой, имеющей удлиненную S-образную форму. Существуют многочисленные попытки воспроизведения результатов распределения функциональными уравнениями. Распределение суммы, в зависимости от значений признаков самый простой тип представления распределения частот.
По правилам также необходимо произвести классификацию характерных значений. Эта процедура делит диапазон значений, возникающих, например, в 10 или 20 одинаковой ширины классов (редких значений по краям (см. «выбросы») иногда группирующихся вместе в большими классами). Затем определяется плотность функции, производной функции распределения в соответствии с характеристикой значения в случае непрерывного распределения. Кроме того, частоту можно определить не только путём подсчета, но также, например, путём взвешивания. Тогда мы получим распределение массы вместо ряда распределения. В принципе, можно воспользоваться любой аддитивной величиной для измерения частоты. Если случайная выборка сильно отличается от нормального распределения (кривой нормального распределения), то данные могут быть смещены с помощью выбора эффектов или тенденций. Различные статистические тесты предлагают вывод или дисперсионный анализ. Если размер выборки находится в суперпозиции нескольких подмножеств (возрастное распределение, профессий, групп), то распределение частот вместо максимальных также может быть двух-или многомерным.